# Pafawag 1E
Pafawag 1E (serie PKP kolejno E110, E02 i EP02) – normalnotorowa pasażerska lokomotywa elektryczna produkcji polskiej wyprodukowana w latach 1953–1957 w liczbie 8 sztuk w zakładach Państwowej Fabryki Wagonów we Wrocławiu. Do lat 60. XX wieku pracowały na Polskich Kolejach Państwowych przy pociągach pospiesznych, później zatrudniane przy pociągach osobowych, które prowadziły do 1971. Trzy lokomotywy serii zachowano do celów muzealnych.

## Historia

### Geneza
Wkrótce po zakończeniu II wojny światowej rozpoczęto odbudowę zniszczonego Warszawskiego Węzła Kolejowego. Naprawa infrastruktury szybko posuwała się naprzód, jednak problemem był brak lokomotyw, których zniszczony i nieprzygotowany przemysł nie był w stanie dostarczyć. W 1947 Polskie Koleje Państwowe i szwedzki producent taboru ASEA podpisały umowę na dostawę ośmiu lokomotyw serii E150 (EP03) i 44 EZT serii 92100 (EW54), które dostarczano sukcesywnie w latach 1950–1953. W styczniu 1949, mając na uwadze przedwojenną współpracę z brytyjskimi przedsiębiorstwami, parafowano porozumienie na dostawę ośmiu kompletów wyposażenia elektrycznego do lokomotyw i 30 zestawów dla EZT. Dziesięć zestawów posłużyło do odbudowy uszkodzonych pociągów E-51 (EW51), a pozostałe do budowy nowych zespołów typu 1B/2B (seria EW53) i nowych lokomotyw oznaczonych typem 1E.

### Produkcja
Projekt nowego elektrowozu oznaczonego serią E110 i typem 1E opracowało w latach 1950–1951 poznańskie Centralne Biuro Konstrukcyjne Przemysłu Taboru Kolejowego (CBKPTK), zaś produkcję powierzono Państwowej Fabryce Wagonów Pafawag. W latach 1953–1954 z wrocławskich zakładów wyjechało siedem elektrowozów tej serii, oznaczonych pierwotnie od E110 do E116, z brytyjską częścią elektryczną. W 1957 wyprodukowano ósmy pojazd (oznaczenie E117) z silnikami rodzimej produkcji.

## Konstrukcja

### Pudło
Nadwozie EP02 było całkowicie metalowe, spawane z blach stalowych. Pudło podzielone było na siedem części. Dwie skrajne części stanowiły kabiny maszynisty. Części druga i szósta mieściły po jednym zbiorniku sprężonego powietrza i przetwornicy oraz wentylatory chłodzące silniki. W przedziałach trzecim i piątym umieszczono opory rozruchowe, a w centralnie położonym przedziale nr 4 – szafy wysokiego napięcia. Urządzenia cięgłowe oraz zderzaki przykręcone były śrubami do ostojnicy, stanowiąc z pudłem całość. Połączenie pudła z wózkami zrealizowano za pomocą czopu wchodzącego w otwór z kulistymi ślizgami umieszczonym w środkowej części wózka.

### Podwozie i wózki
Lokomotywa oparta była na dwóch dwuosiowych wózkach o spawanej konstrukcji z profili skrzynkowych i prowadzeniem widłowym zestawów kołowych. Wózki, w porównaniu do lokomotyw serii EL.100 (EP01) miały konstrukcję spawaną o zmniejszonym rozstawie osi. Plany zakładały wykorzystanie w zestawach kołowych dwurzędowych łożysk tocznych, jednak z oszczędności w elektrowozach serii zastosowano łożyska jednorzędowe.
Na jednostopniowe usprężynowanie składały się dwa resory piórowe współpracujące poprzez wieszaki i wahacze ze sprężynami opartymi na maźnicach w wózkach. Pudło oparte było na wózkach na czterech ślizgach bocznych.
W pierwszych siedmiu lokomotywach serii silniki typu MV 185 R zawieszone w ramach wózka za nos przenosiły moment obrotowy na zestawy kołowe za pomocą jednostronnej przekładni zębatej o przełożeniu 69:22, pozwalającej osiągnąć prędkość maksymalną 110 km/h. Ostatni elektrowóz otrzymał polskie silniki LKa635 z przekładnią o przełożeniu 78:31. Lokomotywa została wyposażona w hamulce pneumatyczne produkcji Knorr-Bremse.

### Napęd i osprzęt elektryczny
Napęd stanowiły cztery silniki trakcyjne o łącznej maksymalnej mocy godzinnej wynoszącej 1650 kW wykorzystujące rozruch oporowy. Osprzęt elektryczny, konstrukcji English Electric, był konstrukcyjnie identyczny z tym montowanym w przedwojennych lokomotywach EL.100. Obwód główny zabezpieczony był bezpiecznikiem topikowym, wymienionym podczas modernizacji na wyłącznik szybki. Lokomotywa wyposażona była w dwie przetwornice prądu stałego 3000/110 V i jedną sprężarkę tłokową zasilającą sterowanie elektropneumatyczne i hamulce. Pod koniec lat 50. lokomotywy doposażono w system elektrycznego ogrzewania składów, a w latach 60. w czuwak i urządzenia SHP.

### Malatura i oznaczenia

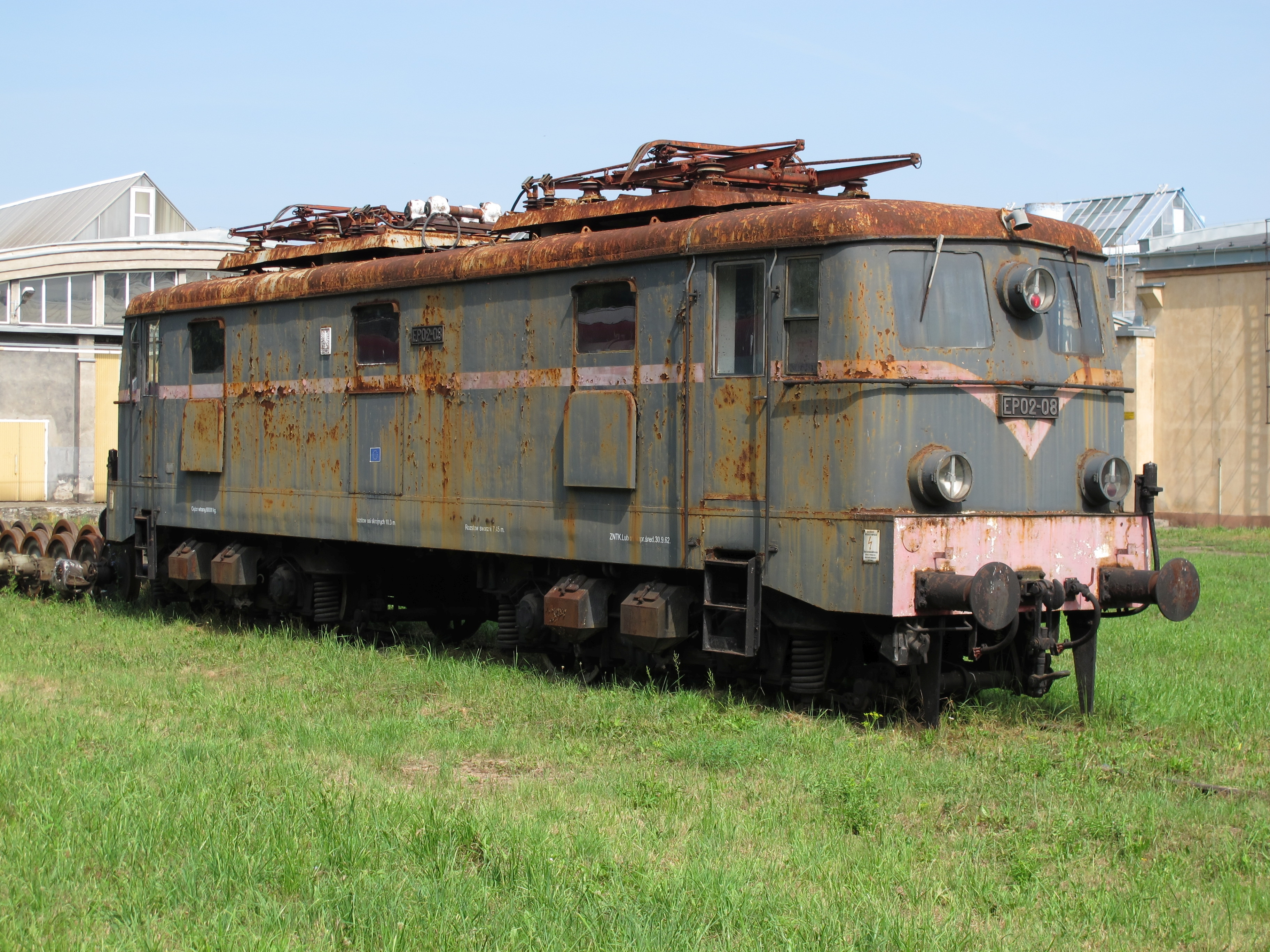
EP02-08 w oryginalnym schemacie malowania z ostatnimi oznaczeniami serii

Znaki serii umieszczone były pierwotnie na czołownicach wózków lokomotywy nad sprzęgiem (malowane), oraz na obu burtach, po prawej stronie środkowego okna patrząc od boku pojazdu (tabliczki). Po przeciwnej stronie środkowego okna na boku elektrowozu przytwierdzono tabliczkę z godłem państwowym. Podczas zmiany oznaczeń na EP02, napisy z czołownic zostały zamalowane i zastąpione tabliczką przykręconą na środku czoła, pod linią okien, zmienione później na duże, aluminiowe znaki serii i przewoźnika.
Lokomotywy pierwotnie malowane były na kolor oliwkowy z wąskim czerwonym pasem biegnącym pod linią bocznych okien układającym się łagodnie na czole lokomotywy w kształt litery V. Czołownice były czerwone (odstępstwo od schematu, na wzór parowozów), dach jasnoszary, napisy białe. W drugiej połowie lat 60. przyjęto nowy schemat malowania: jasnozielone pudło z ciemniejszym szerokim pasem przez całą długość nadwozia.
Kolory farb przyjęte przez CBK PTK do pierwotnego malowania lokomotyw typu 1E przedstawiono w tabeli:
| Kolor | Nazwa       | Występowanie                                                                        |
| ----- | ----------- | ----------------------------------------------------------------------------------- |
|       | oliwkowy    | pudło                                                                               |
|       | ciemnoszary | podstawy pantografów                                                                |
|       | jasnoszary  | dach, wnętrze przedziałów maszynowych, zbiorniki powietrza, przetwornice, sprężarki |
|       | czarny      | wózki, zderzaki, sprzęgi                                                            |
|       | czerwony    | pas na pudle, pantografy, osprzęt pantografów, koła, faktycznie także czołownice    |
|       | biały       | obręcze kół, napisy                                                                 |

## Eksploatacja
| Oznaczenie | Oznaczenie | Rok produkcji | Data wprowadzenia do służby | Data skreślenia z inwentarza | Przebieg [km] | Stan                       |
| pierwotne  | ostatnie   | Rok produkcji | Data wprowadzenia do służby | Data skreślenia z inwentarza | Przebieg [km] | Stan                       |
| ---------- | ---------- | ------------- | --------------------------- | ---------------------------- | ------------- | -------------------------- |
| E110       | EP02-01    | 1953          | marzec 1954                 | 22 maja 1973                 | 1 068 060     | zezłomowany (ok. 1976)     |
| E111       | EP02-02    | 1954          | 17 kwietnia 1954            | 3 lipca 1973                 | 1 424 152     | eksponat (Warszawa)        |
| E112       | EP02-03    | 1954          | 18 maja 1954                | 15 maja 1973                 | 473 150       | zezłomowany (po 1980)      |
| E113       | EP02-04    | 1954          | 28 maja 1954                | 1 sierpnia 1973              | 1 397 485     | zezłomowany (1974)         |
| E114       | EP02-05    | 1954          | 26 lipca 1954               | 21 marca 1972                | 1 706 680     | zezłomowany (przed 1990)   |
| E115       | EP02-06    | 1954          | listopad 1954               | 1 sierpnia 1973              | 1 581 415     | zezłomowany (1974)         |
| E116       | EP02-07    | 1954 lub 1956 | październik 1956            | 21 marca 1972                | 831 856       | eksponat (Chabówka)        |
| E117       | EP02-08    | 1957          | 1957                        | 21 marca 1972                | 960 365       | eksponat (Kraków Prokocim) |

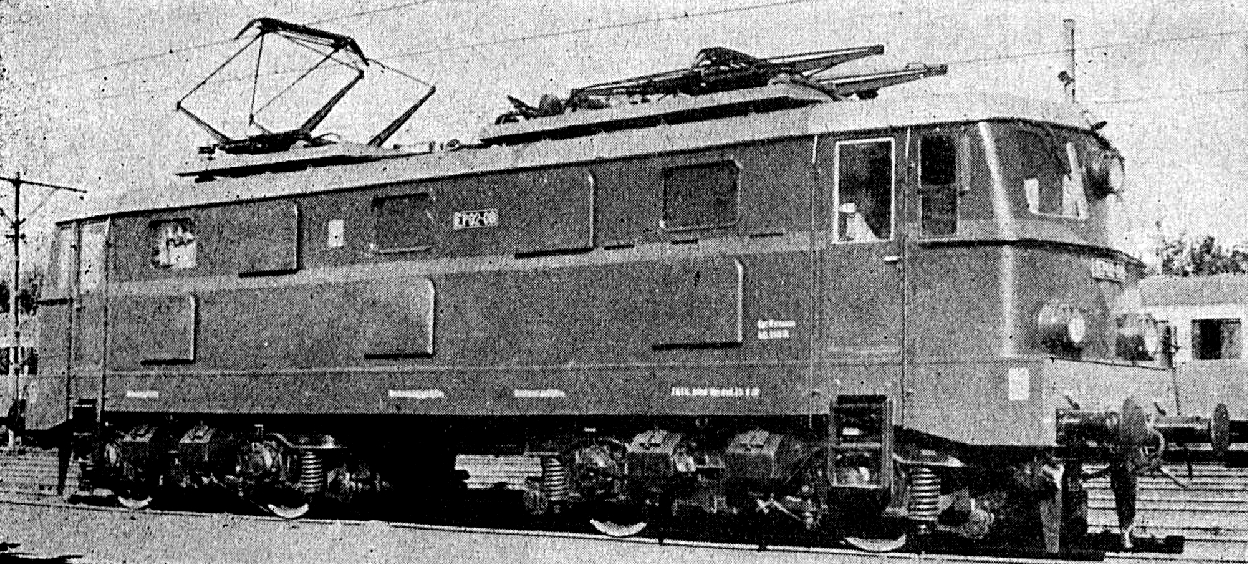
EP02-08

W sierpniu 1953 roku z Pafawagu wyjechała pierwsza lokomotywa serii E110, którą skierowano na testy na zelektryfikowane odcinki wokół Warszawy. Jej eksploatację rozpoczęto we wrześniu 1953. W marcu 1954 roku została ona przydzielona do elektrowozowni Warszawa Ochota. Pierwsze sześć maszyn zostało wpisanych na stan PKP do końca 1954 roku, siódmy egzemplarz wprowadzono do służby w październiku 1956 roku, a ostatnią sztukę, z polską częścią elektryczną – w roku następnym.
Pierwsze egzemplarze otrzymały oznaczenie serii E110. Później zmieniono oznaczenie na E02, a ostatecznie w 1960 roku na EP02.
W obliczu dostaw nowych lokomotyw z NRD – E04 (EU04) i E05 (EU20), w końcu lat 50. wszystkie lokomotywy serii E110 (E02) relokowano do nowej elektrowozowni Łódź Olechów, gdzie pracowały przy pociągach pospiesznych z Łodzi do Warszawy i Krakowa. Ich „pospieszna” służba została jednak dość szybko zakończona z powodu złych właściwości trakcyjnych przy wyższych prędkościach i częstych awarii obręczy kół. Dalsze dostawy nowych lokomotyw z Czechosłowacji (EU05) i Wielkiej Brytanii (EU06) zdegradowały serie EP02 i EP03 do prowadzenia pociągów osobowych w okolicach Łodzi od wczesnych lat 60.
Na przełomie lat 1969/1970 całą serię przebazowano do dębickiej lokomotywowni, gdzie znalazły zatrudnienie przy pociągach osobowych między Krakowem a Przemyślem. Mimo relatywnie młodego wieku i niedużego przebiegu elektrowozy trapiły awarie i przedwczesne zużycie elementów – na początku lat 70. większość pojazdów serii oczekiwała napraw. W 1971, po testach przeprowadzonych przez Centralny Ośrodek Badań i Rozwoju Techniki Kolejnictwa, zdecydowano o zmniejszeniu dopuszczalnej prędkości eksploatacyjnej do 70 km/h. W tym samym roku pozostałe w ruchu maszyny odstawiono do rezerwy.
Krótko po odstawieniu, lokomotywami zainteresował się krakowski Zarząd Wagonów – zaproponował przekazanie trzech z nich do stacjonarnego ogrzewania wagonów (SUG) na stacjach Kraków Płaszów i Przemyśl Bakończyce. W sierpniu 1972, po demontażu zbędnego oprzyrządowania, elektrowozy o numerach 05, 07 i 08 zostały rozlokowane odpowiednio w Krakowie, Zakopanem i Przemyślu. W podobnym charakterze używano we Wrocławiu egzemplarz o numerze 03 od sierpnia 1973 do pierwszej połowy lat 80., a następnie zezłomowano.
Po pierwszy elektrowóz serii w marcu 1972 zgłosiła się Politechnika Krakowska. Rok później, 22 marca 1973, nastąpiło uroczyste przekazanie prototypowego egzemplarza na cele naukowe. Lokomotywa spędziła w Krakowie trzy lata – w sierpniu 1976 oddano ją PKP i wkrótce potem zezłomowano.
3 lipca 1973 EP02-02 przekazano w stanie kompletnym Muzeum Kolejnictwa w Warszawie, gdzie miała być ozdobą instytucji mieszczącej się na stacji Warszawa Główna Osobowa. Elektrowóz pozostawiono na torach odstawczych na warszawskich Odolanach, gdzie niszczał do początku lat 90. Po odświeżeniu w lokomotywowni Kutno na uroczystość 60-lecia trakcji elektrycznej w Polsce, nieczynny pojazd wrócił do Warszawy i prezentowany jest w Stacji Muzeum (dawnym Muzeum Kolejnictwa).
EP02-04 i EP02-06 pozostały w Dębicy i zostały sprzedane na złom w 1974. Lokomotywy pracujące jako SUGi – EP02-05 zezłomowano prawdopodobnie na przełomie lat 80. i 90. EP02-07 służyła w Zakopanem do 1992, a później przekazano ją do Skansenu w Chabówce. Ostatnia lokomotywa grzała wagony w Przemyślu Bakończycach do sezonu 1996, skąd trafiła do lokomotywowni Kraków Prokocim, stając się pomnikiem techniki.
Elektrowozy serii nie były konstrukcjami udanymi, co potwierdzają opinie maszynistów i serwisantów. Maszyniści skarżyli się na zimno w kabinach, nieskuteczny system wentylacji, nieszczelności przedziałów maszynowych (wszechobecny kurz) czy słabą ergonomię, a także niespokojny bieg lokomotyw przy wyższych prędkościach. Osoby odpowiedzialne za naprawy okresowe i główne zwracały uwagę na utrudniony dostęp do sprężarek czy słabą jakość materiałów użytych do produkcji (wytapianie panewek zestawów kołowych, pękanie obręczy kół). Jednak doświadczenie zebrane podczas projektowania, budowy i eksploatacji tych lokomotyw zaowocowało powstaniem projektu szeroko stosowanych w Polsce lokomotyw towarowych typu 3E (ET21) oraz założeń do produkcji elektrowozów uniwersalnych AEI E (EU06) i ich pochodnych.